# Renaissance FC
El Renaissance FC, también conocido como RFC, es un equipo de fútbol de Chad que juega en la Primera División de Chad, la liga de fútbol más importante del país.

## Historia
Fue fundado en el año 1954 en la capital Yamena, siendo campeón de liga en 10 ocasiones.
No es un equipo que produzca muchos jugadores a la Chad, como Mondésir Alladjim, Yaya Kerim, Esaie Djikoloum y Hassan Diallo.

## Palmarés
- Primera División de Chad: 10

1962, 1965, 1966, 1989, 2002, 2003, 2004, 2005, 2006, 2007
- Copa de Chad: 2

1990, 1996
- Copa de Liga de N'Djaména: 2

2011, 2015
- Supercopa de Chad: 1

2011

## Participación en competiciones de la CAF
| Temporada | Torneo                            | Ronda      | Club                 | Casa  | Visita | Global      |
| --------- | --------------------------------- | ---------- | -------------------- | ----- | ------ | ----------- |
| 1990      | Copa Africana de Clubes Campeones | Preliminar | SCAF Tocages         | 2-2   | 0-1    | 2-3         |
| 1991      | Recopa Africana                   | 1          | Al-Mokawloon Al-Arab | 0-1   | 0-3    | 0-4         |
| 1994      | Recopa Africana                   | 1          | Mbilinga FC          | w.o.1 | 0-13   | 0-13        |
| 1997      | Recopa Africana                   | Preliminar | Akonangui FC         | 3-0   | 4-1    | 7-1         |
| 1997      | Recopa Africana                   | 1          | AS Dragons           | 2-1   | 1-6    | 3-7         |
| 1999      | Recopa Africana                   | 1          | Wikki Tourists FC    | 1-0   | 0-4    | 1-4         |
| 2000      | Liga de Campeones de la CAF       | Preliminar | APR FC               | 1-1   | 1-1    | 2-2 (3-4 p) |
| 2005      | Liga de Campeones de la CAF       | Preliminar | Al Olympic Zaouia    | 3-2   | 0-2    | 3-4         |
| 2006      | Liga de Campeones de la CAF       | Preliminar | Cotonsport Garoua    | 1-1   | 0-1    | 1-2         |
| 2007      | Liga de Campeones de la CAF       | Preliminar | Espérance ST         | 1-2   | 0-4    | 1-6         |
| 2012      | Copa Confederación de la CAF      | Preliminar | Sahel SC             | 2-0   | 2-2    | 4-2         |
| 2012      | Copa Confederación de la CAF      | 1          | COB                  | 3-2   | 1-3    | 4-5         |
| 2016      | Copa Confederación de la CAF      | Preliminar | New Star de Douala   | 1-0   | 2-2    | 3-2         |
| 2016      | Copa Confederación de la CAF      | 1          | Espérance ST         | 0-2   | 0-5    | 0-7         |
| 2020/21   | Copa Confederación de la CAF      | Preliminar | CI Kamsar            | 1-0   | 0-0    | 1-0         |
| 2020/21   | Copa Confederación de la CAF      | 1          | ES Sétif             | w.o2  | w.o2   | w.o2        |

1- Renaissance abandonó el torneo al finalizar el partido de ida.

2- Renaissance no se presentó al partido de ida por una disputa entre el Ministerio de Juventud y Deportes con la Federación de Fútbol y fue descalificado.

## Jugadores

### Jugadores destacados
- Mondésir Alladjim
- Misdongard Betoligar
- Ahmat Brahim
- Mahamat Hissein
- Cesar Madalangue
- Diondja Jules Mbairemadji